# Rotunda
Rotunda ili rotonda (njemački: Rotunde ili talijanski: rotonda, prema latinskom: rotundu, okrugao) građevina je kružna tlocrta i valjkastog oblika. Rotunda je redovito nadsvođena kupolom. Oblik rotunde poznat je od prapovijesti. Rotunda je česta u antičkom graditeljstvu. Javlja se i u starokršćanskim sakralnim građevinama, u bizantskom, karolinškom, predromaničkom i romaničkom graditeljstvu te u doba visoke renesanse. U potonjim stilskim razdobljima, posebice u baroku, javlja se često i u mnogim inačicama.
- Primjeri rotunda
- Crkva svetog Donata, Zadar, Hrvatska
- Crkva svetog Križa, Nin, Hrvatska
- Meštrovićev paviljon, Zagreb, Hrvatska
- Krstionica sv. Ivana Krstitelja, Katedralni trg, Pisa, Italija
- Royal Albert Hall, London, Ujedinjeno Kraljevstvo

## Vanjske poveznice
- Rotunda ili rotonda, Proleksis enciklopedija
- Rotunda, Encyclopædia Britannica